# Marathon van Praag 2015
De marathon van Praag 2015 werd gelopen op zondag 3 mei 2015. Het evenement werd gesponsord door Volkswagen. Het was de 21e editie van deze marathon. Deze wedstrijd had de status IAAF Gold Label Road Race.
De wedstrijd bij de mannen werd een overwinning voor de Keniaan Felix Kandie in 2:08.32. Hij had hiermee 18 seconden voorsprong op zijn landgenoot Evans Kiplagat Chebet. Bij de vrouwen was de Ethiopische Yebrqual Melese het snelste in 2:23.49.
In totaal finishten 5874 lopers, waarvan 4797 mannen en 1078 vrouwen.

## Uitslagen

### Mannen
| rang   | naam                  | land | tijd    |
| ------ | --------------------- | ---- | ------- |
| Goud   | Felix Kandie          | KEN  | 2:08.32 |
| Zilver | Evans Kiplagat Chebet | KEN  | 2:08.50 |
| Brons  | Deriba Robi           | ETH  | 2:09.05 |
| 4      | Fikre Assefa          | ETH  | 2:10.01 |
| 5      | Geoffrey Ronoh        | KEN  | 2:10.52 |
| 6      | Raymond Kemboi        | KEN  | 2:12.09 |
| 7      | Jamel Chatbi          | ITA  | 2:12.17 |
| 8      | Hillary Kipchumba     | KEN  | 2:13.01 |
| 9      | Gilbert Yegon         | KEN  | 2:13.29 |
| 10     | Tesfaye Belay         | ETH  | 2:13.59 |
| 11     | Joel Kimutai          | KEN  | 2:14.38 |
| 12     | Dereje Gebrehiwot     | ETH  | 2:17.04 |
| 13     | Jose Moreira          | POR  | 2:17.46 |
| 14     | Vit Pavlista          | CZE  | 2:17.51 |
| 15     | Jiri Homolac          | CZE  | 2:19.37 |
| 16     | Petr Pechek           | CZE  | 2:22.42 |
| 17     | Robert Krupicka       | CZE  | 2:25.20 |
| 19     | Radek Brunner         | CZE  | 2:30.59 |
| 24     | Daniel Oralek         | CZE  | 2:35.53 |

### Vrouwen
| rang   | naam                  | land | tijd    |
| ------ | --------------------- | ---- | ------- |
| Goud   | Yebrqual Melese       | ETH  | 2:23.49 |
| Zilver | Sara Moreira          | POR  | 2:24.49 |
| Brons  | Letebrhan Haylay      | ETH  | 2:25.24 |
| 4      | Janet Rono            | KEN  | 2:26.31 |
| 5      | Ashete Bekere         | ETH  | 2:26.55 |
| 6      | Betelhem Moges        | ETH  | 2:27.20 |
| 7      | Afera Godfe           | ETH  | 2:32.44 |
| 8      | Halima Beriso         | ETH  | 2:32.51 |
| 9      | Yuliya Andreyeva      | KGZ  | 2:37.37 |
| 10     | Korene Jelila         | ETH  | 2:37.42 |
| 11     | Kit-Yee Chan          | HKG  | 2:38.24 |
| 12     | Jenna-Leigh Challenor | RSA  | 2:42.26 |
| 13     | Barkahoum Drici       | ALG  | 2:43.11 |
| 14     | Sarka Machackova      | CZE  | 2:51.01 |
| 15     | Tereza Zuzankova      | CZE  | 2:55.26 |
| 17     | Radka Churanova       | CZE  | 2:57.53 |
| 18     | Lenka Vseteckova      | CZE  | 2:58.56 |
| 19     | Anastasia Zacharova   | RUS  | 3:01.08 |
| 21     | Michaela Dimitriadu   | CZE  | 3:04.10 |
| 23     | Regina Prochazkova    | CZE  | 3:05.45 |

1995 ·
1996 ·
1997 ·
1998 ·
1999 ·
2000 ·
2001 ·
2002 ·
2003 ·
2004 ·
2005 ·
2006 ·
2007 ·
2008 ·
2009 ·
2010 ·
2011 ·
2012 ·
2013 ·
2014 ·
2015 ·
2016 ·
2017